# Castilleja pseudohyperborea
Castilleja pseudohyperborea là loài thực vật có hoa thuộc họ Cỏ chổi. Loài này được Rebrist. mô tả khoa học đầu tiên năm 1980.